# 九二一震災重建基金會
財團法人九二一震災重建基金會（簡稱九二一基金會）是臺灣九二一地震後，行政院為統籌運用「行政院九二一賑災專戶」（由社會各界滙集的九二一地震賑災捐款專戶），宣布由民間與相關單位共同組織的機構，辦理各項災後安置與重建工作。

## 沿革
- 1999年10月13日，九二一震災重建基金會成立，由行政院聘請辜振甫擔任董事長，王金平與吳伯雄為副董事長，孫明賢為執行長。
- 2000年總統大選確定政黨輪替後的5月17日，九二一震災重建基金會董監事聯席會決議全體董監事向行政院長提出總辭。6月19日，九二一震災重建基金會局部改組，行政院續聘辜振甫與王金平為董事長與副董事長，另聘殷琪為副董事長，謝志誠為執行長。12月，辜振甫與王金平請辭，行政院改聘殷琪為董事長，瞿海源及陳長文為副董事長，謝志誠為執行長。
- 2008年6月30日，階段性任務完成後，九二一震災重建基金會正式解散。
- 2009年5月15日，九二一震災重建基金會清算完結。
- 2009年5月22日，勤業眾信會計師事務所會計師許秀明完成九二一震災重建基金會清算報告，九二一震災重建基金會解散清算後剩餘財產移轉予賑災基金會。

## 重建工作
截至2008年6月底，九二一基金會32項重建工作包括：
- 鼓勵失依兒童少年成立信託以保護其財產與生活案
- 補助受災社會福利機構重建計畫
- 災區受災保險對象公、勞、農、全民健康保險自付保險費補助計畫

- 補助災區辦理社區重建調查規劃費用計畫
- 補助農村聚落重建調查規劃費用計畫
- 補助原住民聚落重建調查規劃費用計畫
- 災區及社區生活整體照顧重建計畫
- 九二一震災原住民災區獨居老人暨身心障礙者居家暨營養餐飲服務計畫
- 提撥專款辦理震災災民重建家園貸款信用保證業務計畫
- 九二一震災災區年節溫情系列活動
- 製作及發行向大地震學習錄影帶
- 預撥地方特殊性及急迫性計畫補助專款
- 補助受災地區個別建築物規劃設計費用計畫
- 補助九二一震災組合屋自來水管線供水計畫
- 築巢專案
- 協助受災集合住宅更新重建方案
- 協助受損集合住宅擬定修繕補強計畫書方案
- 九二一災區家屋再造方案
- 九二一災區333 融資造屋方案
- 臨門方案
- 補助受損集合住宅辦理修繕補強方案
- 達陣方案
- 九二一災後生活與社區重建123 協力專案
- 九二一震災組合屋臨時社區行政管理經費補助專案
- 弱勢族群暨邊遠地區921 溫馨巴士補助專案
- 補助九二一震災受災國中小學校優良圖書專案
- 九二一震災重建區桃芝颱風災害救助及安置專案
- 九二一震災重建區教育仁愛救助金專案
- 重建區山區道路坍塌土石清除機具（經費）補助專案
- 九二一震災重建區辦理災後橋樑復建工程補助專案
- 補助民間救難團體裝備器材暨培訓計畫專案
- 九二一重建區鄉（鎮、市、區）公所辦公廳舍災後重建工程與設備補助計畫